# Abd el-Krim el-Khattabi
Abdelkrim ou Abd el-Krim El Khattabi ou Abd el-Krim al-Khattabi (nome completo: Muhammad Ibn 'Abd al-Karim al-Khaṭṭabi; em árabe: محمد عبد الكريم الخطابي; em berbere: Muḥend n Ɛabd Krim Lxeṭṭabi; em tifinague: ; Ajdir, 1882 — Cairo, 6 de fevereiro de 1963) foi um líder nacionalista marroquino, chefe dos berberes rifenhos do Marrocos. Foi caudilho das tribos marroquinas do Rife que se sublevaram  contra o protetorado espanhol em 1920 (Guerra do Rife) e mais tarde também contra o francês.
Prestou serviços de grande responsabilidade no Comando-Geral de Melilha. Foi capturado e encarcerado pelas suas ações políticas. Mais tarde conseguiu evadir-se e organizou a rebelião das cabilas rifenhas. Com as suas conquistas conseguiu dilatar os limites da República do Rife, que fundou em 1921. Animado pelos êxitos na zona espanhola, atacou a zona francesa e depressa chegou às portas de Fez e Taza em 1921.
Acabou por sucumbir perante as forças coligadas franco-espanholas. As autoridades francesas deportaram-no para a Ilha de Reunião, no Oceano Índico, onde permaneceu 21 anos. A partir do Egipto, dirigiu o Comité Nacional de Libertação do Marrocos, que alegadamente representava 25 000 000 de marroquinos.